# Pestrup
Pestrup ist eine Bauerschaft der Landgemeinde Wildeshausen im  niedersächsischen Landkreis Oldenburg.

## Geographie
Die 17 Einwohner zählende Ortschaft Pestrup liegt zwischen der Kreisstraße K 248 und der östlich verlaufenden Hunte. Sie gehört zu der das Kerngebiet der Stadt umgebenden sogenannten Landgemeinde Wildeshausen. Südlich der Bauerschaft mündet der Lohmühlenbach in die Hunte.

## Kultur und Sehenswürdigkeiten

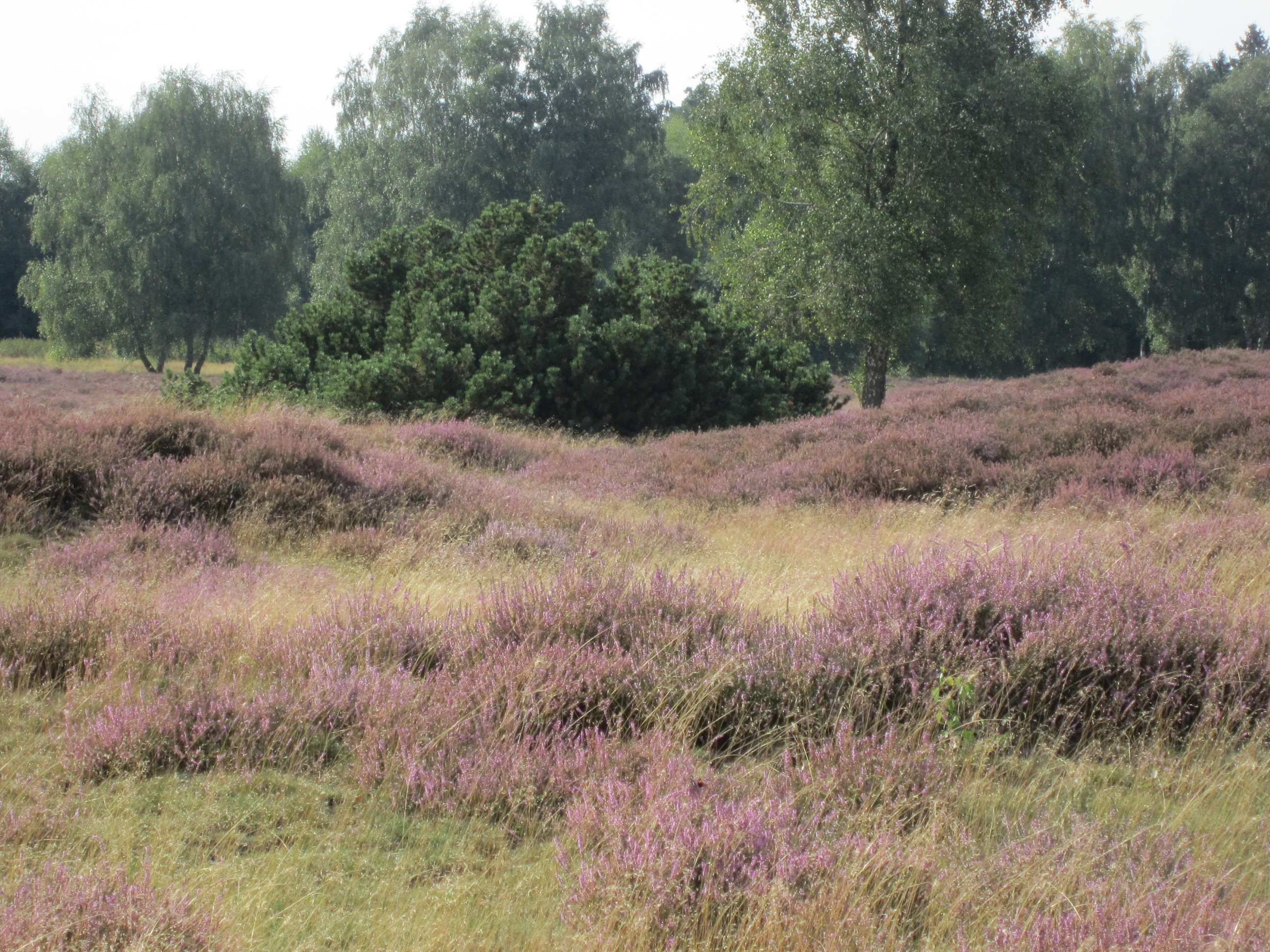
Pestruper Gräberfeld zur Zeit der Heideblüte

- Das in ca. 1,5 km nordwestlicher Entfernung links der K 248 gelegene Pestruper Gräberfeld ist die größte bronze- und eisenzeitliche Nekropole des nördlichen Mitteleuropas. Auf einer Fläche von 39 ha befinden sich rund 500 größere und kleinere Grabhügel. Das Gräberfeld ist Teil der Straße der Megalithkultur und Bestandteil des Naturschutzgebietes Pestruper Gräberfeld und Rosengarten.
- Das ca. 1,5 km nordwestlich von Pestrup gelegene 35 ha große Pestruper Moor ist als Naturschutzgebiet ausgewiesen. Es schließt nordöstlich an das Pestruper Gräberfeld an und liegt rechts der K 248. Es handelt sich bei diesem Moor um ein Niedermoor.
- Die Hofanlage Pestrup aus dem 18. und 19. Jahrhundert.
- In der Liste der Baudenkmale in Wildeshausen sind für Pestrup sieben Baudenkmale aufgeführt.